# Camilo Ponce Gangotena
Camilo Ponce Gangotena (Quito, 26 de abril de 1943) es un licenciado y político ecuatoriano, hijo del expresidente Camilo Ponce Enríquez.

## Biografía
Realizó sus estudios secundarios en el Colegio San Gabriel de Quito y los superiores en la Universidad de Salamanca y en la Universidad Católica del Ecuador.
Fue una de las figuras más notorias del Partido Social Cristiano, llegando a ser presidente nacional del mismo en tres ocasiones: de 1980 a 1982, de 1984 a 1988 y de 1991 a 1992.
Obtuvo el puesto de diputado provincial en representación de Pichincha en las elecciones legislativas de 1984, bajo el gobierno socialcristiano de León Febres-Cordero Rivadeneyra, y de diputado nacional en las elecciones legislativas de 1988. Posteriormente pasó a ser vocal, y luego presidente, del Tribunal Supremo Electoral.